# Hans Sievers (Politiker)
Hans Daniel Charles Sievers (* 25. Februar 1893 in Hamburg; † 16. Februar 1965 in Kiel) war ein deutscher Pädagoge und SPD-Politiker. Er war von 1927 bis 1930 braunschweigischer Justiz- und Volksbildungsminister.

## Leben und Werk
Der Sohn eines Kaufmanns besuchte von 1903 bis 1908 das Gymnasium. Seit dieser Zeit lernte und engagierte er sich für die Plansprache Esperanto. Anschließend absolvierte er bis 1914 das Lehrerseminar in Braunschweig. Er nahm zwischen April 1914 und April 1916 am Ersten Weltkrieg teil. Seit 1916 arbeitete er als Volksschullehrer in Deensen, Heckenbeck, Langelsheim und ab 1919 in Braunschweig. Sievers war zunächst SPD-Mitglied, wechselte 1919 in die USPD, 1920 in die KPD und trat 1922 wieder in die SPD ein.

### Braunschweigischer Landesminister
Sievers war von 1920 bis 1933 Mitglied des Braunschweigischen Landtags. Im Kabinett Oerter war er vom 22. Juni bis 23. Oktober 1920 Minister für Volksbildung. Als Anhänger des Bundes Entschiedener Schulreformer war er unter dem sozialdemokratischen Ministerpräsidenten Jasper von Dezember 1927 bis September 1930 Justiz- und Volksbildungsminister. Sievers’ Schulprogramm umfasste die Einführung der akademischen Lehrerausbildung, die Einführung des 9. Volksschuljahres und die Verkleinerung der Schulaufsichtskreise. Im umstrittenen Sieverschen Schulerlass von 1928 setzte er sich für die Trennung von Schule und Kirche ein. Mit dem 1929 erlassenen Berufsschulgesetz wurde der Staat einziger Träger des Berufsschulwesens. Die Berufsschulpflicht wurde bis zum 18. Lebensjahr erweitert. Am 2. Februar 1930 eröffnete er das Forschungsinstitut für Erziehungswissenschaften im Haus Salve Hospes. Unter dem seit dem 1. Oktober 1930 amtierenden nationalsozialistischen Innen- und Volksbildungsminister Franzen wurden wesentliche Teile seiner Schulpolitik aufgehoben.

### Emigration und Rückkehr nach Deutschland
Im Jahre 1933 emigrierte Sievers nach Dänemark und entkam so der Verhaftungs- und Misshandlungswelle gegen sozialdemokratische Landtagsabgeordnete in Braunschweig. Er arbeitete als Übersetzer, Reiseführer und als Lagerleiter für deutsche Flüchtlinge in Odense. Im Jahre 1940 flüchtete er nach Stockholm, wo er als Journalist und Sprachlehrer tätig war. 1945 kehrte er nach Dänemark zurück und organisierte bis 1948 den Schulunterricht für dort lebende deutsche Flüchtlingskinder. Nach seiner Rückkehr nach Deutschland war Sievers von 1948 bis 1957 Regierungsdirektor im schleswig-holsteinischen Innen- und Volksbildungsministerium. Von 1950 bis 1954 leitete Sievers die Abteilung Wiedergutmachung im Schleswig-Holsteinischen Ministerium des Innern unter dem Minister Paul Page. Von 1954 bis zum Eintritt in den Ruhestand 1957 war Sievers Leiter des Landesentschädigungamtes.